# Virton
Virton (deutsch Wirten, im lokalen lothringischen Dialekt Viertan) ist eine belgische Kleinstadt in der Region Wallonien mit 11.368 Einwohnern (Stand 1. Januar 2024). Sie liegt in der Provinz Luxemburg und ist die südlichste Stadt Belgiens. Das Gemeindegebiet grenzt unmittelbar an Frankreich und liegt etwa 25 Kilometer westlich des Großherzogtums Luxemburg.
Virton ist Verwaltungssitz des Arrondissements Virton. Dessen Gebiet entspricht in etwa der historischen Landschaft Gaume, weshalb die Stadt auch als die Hauptstadt der Gaume bezeichnet wird.
Virton selbst besteht neben der namengebenden Kernstadt aus den Ortsteilen Bleid, Ethe, Latour, Ruette und Saint-Mard.

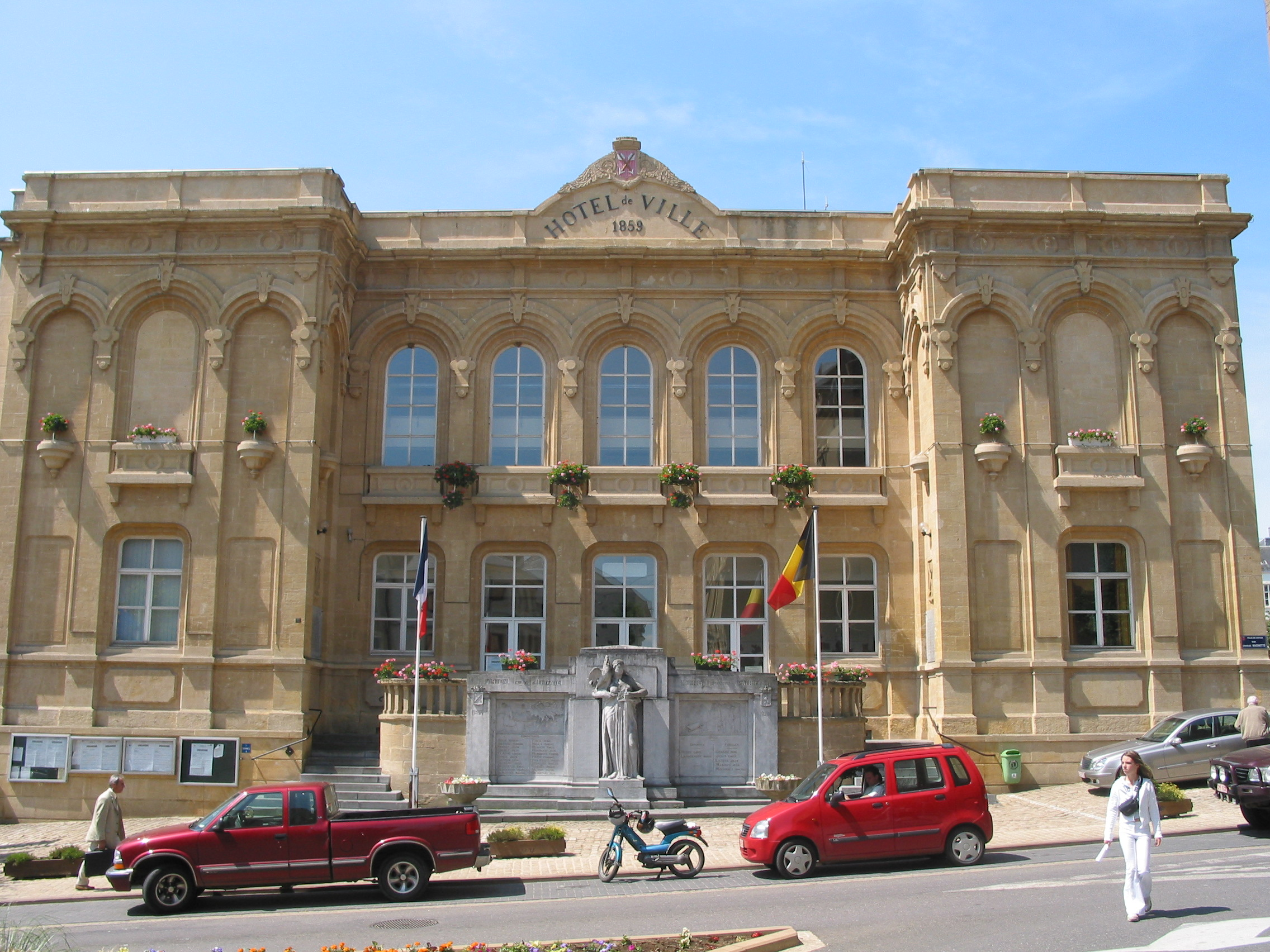
Rathaus

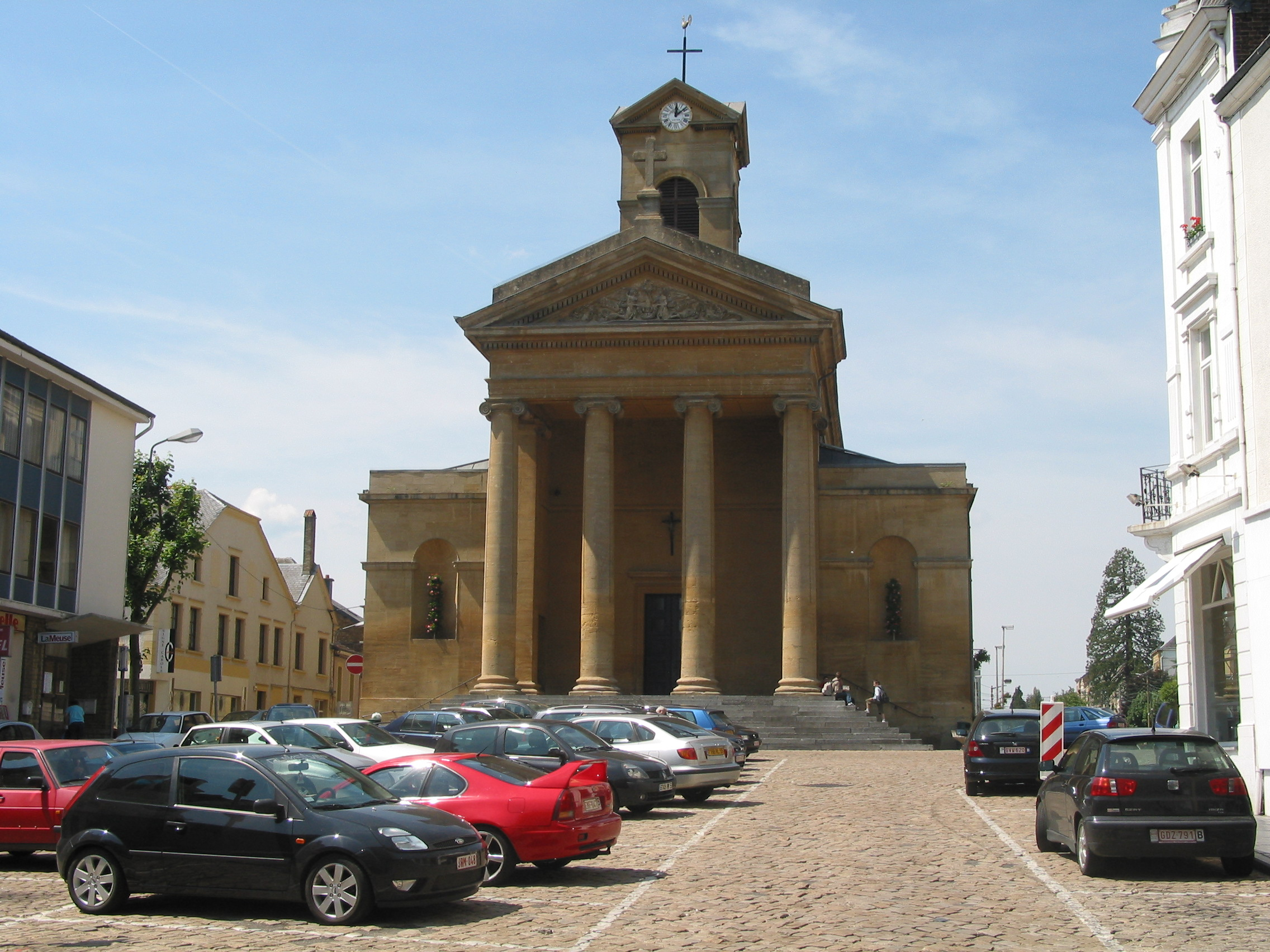
Kirche Saint-Laurent

Die nächsten Autobahnabfahrten befinden sich bei Habay und Arlon an der A 4/E 25. Virton hat einen Regionalbahnhof. Der Flughafen Luxemburg ist der nächstgelegene überregionale Flughafen.
|                       | Jan   | Feb  | Mär  | Apr  | Mai  | Jun  | Jul  | Aug  | Sep  | Okt  | Nov  | Dez   |   |         |
| Mittl. Tagesmax. (°C) | 4,4   | 6,0  | 10,0 | 13,5 | 18,2 | 21,0 | 23,4 | 23,3 | 19,1 | 13,9 | 7,9  | 5,3   | ⌀ | 13,9    |
| Mittl. Tagesmin. (°C) | −0,8  | −1,2 | 0,9  | 2,5  | 6,8  | 9,9  | 11,7 | 11,2 | 8,2  | 5,4  | 1,9  | 0,3   | ⌀ | 4,8     |
|                       |       |      |      |      |      |      |      |      |      |      |      |       |   |         |
| Niederschlag (mm)     | 101,0 | 78,9 | 86,7 | 61,9 | 78,8 | 78,1 | 76,7 | 63,9 | 78,2 | 92,8 | 95,1 | 118,8 | Σ | 1.010,9 |
|                       |       |      |      |      |      |      |      |      |      |      |      |       |   |         |
| Regentage (d)         | 14,2  | 11,4 | 13,0 | 10,2 | 12,1 | 11,1 | 10,4 | 8,8  | 10,4 | 11,8 | 13,1 | 14,6  | Σ | 141,1   |

| −0,8 |

| −1,2 |

| 0,9 |

| 2,5 |

| 6,8 |

| 9,9 |

| 11,7 |

| 11,2 |

| 8,2 |

| 5,4 |

| 1,9 |

| 0,3 |

| −0,8 |

| −1,2 |

| 0,9 |

| 2,5 |

| 6,8 |

| 9,9 |

| 11,7 |

| 11,2 |

| 8,2 |

| 5,4 |

| 1,9 |

| 0,3 |

|  |  |

## Verkehr
Die Stadt besitzt einen Bahnhof an der Bahnstrecke Athus–Libramont. Hier bestand früher Anschluss an die heute größtenteils stillgelegte Bahnstrecke Marbehan–Ecouviez.

## Sehenswürdigkeiten
- Im Musée de Virton, 1939 im ehemaligen Kloster der Franziskaner-Rekollekten eingerichtet, erhält der Besucher einen Einblick in die Geschichte und Kultur der Gaume. Zu den aus allen Epochen stammenden Ausstellungsstücken gehören mehr als 150 Herd- und Kaminplatten, Feuerböcke und Öfen aus gallo-römischer Zeit, Boch-Steingut aus dem 18. Jahrhundert, Holzschnitzereien aus dem 16. bis. 18. Jahrhundert sowie Wohnungseinrichtungen und Alltagsgegenstände.[1] Das Museum ist daneben die „Zentrale“ der Musées Gaumais, ein Museumsverbund[2], zu dem in der näheren Umgebung noch die folgenden Museen gehören:
- Das Musée de la Vie paysanne in Montquintin, etwa vier Kilometer südöstlich der Stadt, zeigt seit 1965 in einem Bauernhaus aus dem 18. Jahrhundert dörfliches Alltagsleben.[3]
- Das Museum und der archäologische Park Montauban liegen auf dem gleichnamigen Berg etwa 13 Kilometer nördlich der Stadt. Auf dem 340 Meter hohen Berg sind Reste einer römischen Festungsmauer erhalten. Das angegliederte, 1958 eröffnete Museum zeigt bedeutende gallorömische Reliefs sowie einen Nachbau der sogenannten Gallischen Mähmaschine.[4]
- Das Musée Baillet-Latour liegt sieben Kilometer östlich der Stadt und zeigt seit 1969 die Geschichte des örtlichen Schlosses. Hier finden sich auch Informationen über die Grenzschlacht vom 22. August 1914 sowie über die beiden Weltkriege.[5]
- Die Wetzrillen von Saint-Mard liegen südöstlich von Virton, im äußersten Süden von Belgien.

## Persönlichkeiten
Söhne und Töchter der Stadt
- Hyacinth Petit (1680–1719), römisch-katholischer Bischof
- Charles Magnette (1863–1937), Politiker
- Paul-Émile André (1911–1996), Radrennfahrer
- Joseph Michel (1925–2016), Schriftsteller und Politiker
- Jean François Oth (1926–2003), Chemiker und Professor
- Pierre Arnould (* 1959), Distanzreiter
- Aurélien Joachim (* 1986), luxemburgischer Fußballspieler
- Renaud Emond (* 1991), Fußballspieler
- Julien Watrin (* 1992), Sprinter